# ドラヴィヤ・シャハ
ドラヴィヤ・シャハ（Dravya Shah、生年不詳 - 1570年）は、ネパール、ゴルカ王国の初代君主（在位：1559年 - 1570年）。 ラムジュン王ヤショー・ブラフマ・シャハの息子。

## 生涯
伝説では、シャハ姓を名乗った祖父のカスキ王クルマンダン・シャハ、父のラムジュン王ヤショー・ブラフマ・シャハをたどって、ドラヴィヤに至ったとされている。さらにさかのぼれば、その系譜はメーワール王国（チットール）のリシ・ラージャにたどり着くとされる。
当時、ガンダキ地方のゴルカはセーナ王国のムクンダ・セーナが支配したのち、カンドカーという王の支配にあった。ドラヴィヤ・シャハは1559年9月にカンドカーを討ち、ゴルカを占領し、そこで戴冠式を挙げた。
また、ドラヴィヤがゴルカを首都にしたにより、ゴルカ朝及びゴルカ王国が成立した。当時、ガンダキ地方には二四諸国が割拠していたが、ゴルカはそのうちに一つにも数えられないほどの小国であった。
また、ドラヴィヤの実在を裏付ける根本史料を確認できないことから、その存在を疑う説もある。ただし、佐伯和彦はドラヴィヤの即位した年代がゴルカ王統譜や複数の暦書などにおいて1559年と一致していることから、実在した可能性があるとしている。
1570年、ドラヴィヤは死亡し、息子のプールナ・シャハが王位を継承した。